# Jan II Wittelsbach (Pfalz-Zweibrücken-Veldenz)
Jan Wittelsbach (ur. 26 marca 1584 w Bad Bergzabern, zm. 9 sierpnia 1635 w Metzu) - hrabia palatyn i książę Palatynatu-Zweibrücken-Veldenz.
Syn księcia Jana I i Magdaleny, księżniczki Jülich-Kleve-Berg. Jego dziadkami byli Wolfgang Wittelsbach i Anna księżniczka heska oraz Wilhelm IV, książę Jülich-Kleve-Berg i Maria Habsburg. Jego starsza siostra Maria Elżbieta była żoną księcia Jerzego Gustawa z Palatynatu-Veldenz. Miał również dwóch młodszych braci: Fryderyka Kazimierza oraz Jana Kazimierza.
Po śmierci ojca w 1604 roku księstwo Zweibrücken zostało podzielono między synów. Jan otrzymał tereny Zweibrücken-Veldenz, Fryderyk Kazimierz Zweibrücken-Landsberg zaś Jan Kazimierz Zweibrücken-Kleeburg.
26 sierpnia 1604 roku ożenił się z Katarzyną de Rohan (1578-1607) para doczekała się jednej córki Magdaleny, która poślubiła w 1630 roku księcia Christiana I.
13 maja 1612 w Heidelbergu poślubił Luizę Julianę Wittelsbach córkę elektora Palatynatu Reńskiego Fryderyka IV i Luizy Julianny Orańskiej. Para doczekała siedmiorga dzieci:
- Elżbieta Luiza (1613-1667)
- Katarzyna (1615-1651) - żona Wolfganga Wilhelma księcia Palatynatu-Neuburg
- Fryderyk (1616-1661) - hrabia palatyn i książę Palatynatu-Zweibrücken-Veldenz
- Anna Sybilla (1617-1641)
- Jan Ludwik (1619-1647)
- Juliana Magdalena (1621-1672) - żona Fryderyka Ludwika księcia Palatynatu-Zweibrücken
- Maria Amalia (1622-1641)

Od 1610 do 1612 roku był administratorem Palatynatu Reńskiego ze względu na niepełnoletniość Fryderyka V Wittelsbacha. Po śmierci cesarza Rudolfa II pełnił przez krótki okres funkcje Wikariusza Rzeszy.